# 1837 w muzyce
Wydarzenia muzyczne w 1837 roku.

## Wydarzenia
- 1 stycznia – w Busseto w San Bartolomeo miała miejsce premiera „Tantum ergo” Giuseppe Verdiego[1][2]
- 17 lutego – prawdopodobnie w Królewcu odbyła się premiera „Die letzte Heidenverschwörung in Preußen oder Der Deutsche Ritterorden in Königsberg” WWV 41 Richarda Wagnera[1][2]
- 18 lutego – w weneckim Teatro Apollo miała miejsce premiera opery Pia de' Tolomei Gaetana Donizettiego[1][2]
- 20 lutego – w lipskim Stadttheater miała miejsce premiera opery Die beiden Schützen Alberta Lortzinga[1][2]
- 1 marca – w Berlinie odbyła się premiera „Variations de concert pour le pianoforte, sur la Cavatine du Pirate, de Bellini” op.8 Clary Wieck[1][2]
- 26 marca – w Kościele Saint Eustache w Paryżu miała miejsce premiera „Messe solennelle” Adolphe’a Adama[1][2]
- 28 kwietnia – w Mediolanie odbyła się premiera „Jo l’amai di fiamma pupra” oraz „Un turbamento orcano” z opery La figlia abbandonata Otto Nicolai’a[1][2]
- 10 czerwca – w Pałacu wersalskim miała miejsce premiera opery La fête de Versailles Daniela Aubera[1][2]
- 5 lipca – w paryskiej Salle Le Peletier miała miejsce premiera baletu Les Mohicans Adolphe’a Adama[1][2]
- 23 sierpnia – w paryskim Théâtre des Nouveautés miała miejsce premiera opery La double échelle Ambroise Thomasa[1][2]
- 31 sierpnia – w neapolitańskim Teatro San Carlo miała miejsce premiera kantaty „La preghiera di un popolo” Gaetana Donizettiego[1][2]
- 21 września – w Birmingham odbyła się premiera II Koncertu fortepianowego op.40 Felixa Mendelssohna[1][2]
- 28 października – w neapolitańskim Teatro San Carlo miała miejsce premiera opery Roberto Devereux, ossia Il conte di Essex Gaetana Donizettiego[1][2]
- 30 października – w Sankt Petersburgu odbyła się premiera Scena u monastyria Michaiła Glinki[1][2]
- 19 listopada – w Lipsku odbyła się premiera IV kwartetu smyczkowego op.44/2 Felixa Mendelssohna[1][2]
- 2 grudnia – w paryskim Théâtre de la Bourse miała miejsce premiera opery Le domino noir Daniela Aubera[1][2]
- 3 grudnia – w Rydze w Stadttheater miała miejsce premiera hymnu „Nicolay” WWV 44 Richarda Wagnera[1][2]
- 5 grudnia – w paryskim Dôme des Invalides miała miejsce premiera Grande messe des morts op.5 Hectora Berlioza[1][2]
- 6 grudnia – w berlińskiej Royal Opera House miała miejsce premiera poprawionej przez Karla Augusta von Lichtenstein opery Agnes von Hohenstaufen Gaspara Spontiniego[1][2]
- 22 grudnia – w Lipsku w Stadttheater miała miejsce premiera opery Car i cieśla Alberta Lortzinga[1][2]
- 26 grudnia – w Teatro La Fenice w Wenecji zainaugurowano po trwającym rok remoncie kolejny sezon operowy (teatr spłonął rok wcześniej 12/13 grudnia 1836)[1][2]

## Urodzili się
- 2 stycznia – Milij Bałakiriew, rosyjski kompozytor, działacz i ideolog muzyczny (zm. 1910)
- 12 stycznia – Adolf Jensen, niemiecki pianista, kompozytor i pedagog muzyczny (zm. 1879)
- 12 marca – Alexandre Guilmant, francuski organista i kompozytor (zm. 1911)
- 15 marca – Célestine Galli-Marié, francuska śpiewaczka (mezzosopran) (zm. 1905)
- 13 kwietnia – Julius Weissenborn, niemiecki fagocista, pedagog i kompozytor (zm. 1888)
- 23 maja – Józef Wieniawski, polski pianista, kompozytor i dyrygent (zm. 1912)
- 29 maja – Luca Fumagalli, włoski kompozytor i pianista (zm. 1908)
- 1 czerwca – Ferdinand Quentin Dulcken, niemiecki kompozytor i pianista (zm. 1901)
- 8 czerwca – Jan Kleczyński, polski pianista, kompozytor, krytyk muzyczny (zm. 1895)
- 23 czerwca – Ernest Guiraud, francuski kompozytor (zm. 1892)
- 6 lipca – Władysław Żeleński, polski kompozytor, pianista, organista, pedagog (zm. 1921)
- 13 sierpnia – Karl Adolf Lorenz, niemiecki kompozytor, organista, pedagog muzyczny (zm. 1923)
- 24 sierpnia – Théodore Dubois, francuski kompozytor, organista i pedagog (zm. 1924)
- 19 września – Adolf Sonnenfeld, polski skrzypek, dyrygent i kompozytor (zm. 1914)
- 9 grudnia – Émile Waldteufel, francuski kompozytor, autor popularnych walców, polek i galopów (zm. 1915)
- 24 grudnia – Cosima Wagner, żona Richarda Wagnera, córka Ferenca Liszta (zm. 1930)

Data dzienna nieznana
- Wilhelm Czerwiński, polski kompozytor oper i operetek (zm. 1893)
- Marceli Jasiński, polski kompozytor o pseudonimie „Józef Doroszenko” (zm. 1867)
- Ludwik Marek, polski pianista, kompozytor i pedagog muzyczny (zm. 1893)

## Zmarli
- 23 stycznia – John Field, irlandzki kompozytor, pianista i pedagog (ur. 1782)
- 14 marca – Adela Crescini, polska śpiewaczka (ur. 1799)
- 5 maja – Nicola Antonio Zingarelli, włoski kompozytor operowy (ur. 1752)
- 16 czerwca – Valentino Fioravanti, włoski kompozytor (ur. 1764)
- 6 października – Jean-François Le Sueur, francuski kompozytor (ur. 1760)
- 11 października – Samuel Wesley, angielski organista i kompozytor (ur. 1766)
- 17 października – Johann Nepomuk Hummel, austriacki kompozytor, wolnomularz (ur. 1778)
- 24 grudnia – Antoni Milwid, polski kompozytor, organista i kapelmistrz (ur. ok. 1755)